# ドルワール・ド・レゼー
ルシアン・ドルワール・ド・レゼー（仏語：Lucien Drouart de Lézey、1849年4月27日 - 1930年11月3日）は、フランスの神父、パリ外国宣教会に所属していた。来日し、北陸地方の布教に努めた。また、神山復生病院の院長となった。

## 生涯
1849年（嘉永2年）4月27日、フランス北東部のノール県・ダンケルク市の貴族の家庭に誕生。父は司法官、兄は陸軍大佐であった。1869年（明治2年）、パリ外国宣教会に入会、同年バチカン公会議出席のため帰国したプティジャン司教が宣教会神学校に立ち寄り日本での信者発見の報告をしたのに触れ、感動し、日本派遣を希望し始めた。さらに1873年（明治6年）4月、プティジャン司教から「迫害は終わり信教は自由になった。宣教師沢山おくれ」の電報が神学校に届いた
。同年6月、司祭叙階と同時に日本派遣を命じられた。同月6日マルセイユから出航。同年9月浦賀上陸。横浜到着後すぐ前年に東京に創設されたラテン語学校で教えた。1875年（明治8年）10月から新潟、新発田、五泉、北蒲原郡安田村字丸山、佐渡島、越中、能登、加賀などにおいて伝道生活を送ったのち、1888年（明治21年）から松本、甲府などの教会を司牧。1892年（明治25年）麻布教会主任司祭に就任、1897年（明治30年）には関口教会主任司祭に就任した。この頃「公教学術雑誌」を創刊、編集する。『真理の本源』などの著作多数。1918年（大正7年）静岡県御殿場の神山復生病院院長に就任し、ハンセン病患者の救済に尽力した。1930年（昭和5年）11月3日神山復生病院にて死去。同病院墓地に埋葬。

## 著書
- 真理之本原 前田長太 1897年
- 公敎圖解 三才社、1900年
- 宗敎無頓着論 林壽太郎、1901年
- 解義 第壹篇 三才社、1901年
- 解義 第二篇 三才社、1902年
- 真正之新教 林壽太郎、1904年
- 森林と文明 ドルワル・ド・レゼ−、1905年
- 公教要義 林壽太郎、1907年
- 道德と文明 林壽太郎、1908年
- 學問の破産 敎學研鑽和佛協會、1911年
- ルゝルドの洞窟 林壽太郎、1911年
- 幸福 林壽太郎、1911年
- 社會主義ト自由思想 敎學研鑽和佛協會、1911年
- 國家の生命 敎學研鑽和佛協會、1913年
- 善悪 敎學研鑽和佛協會、1913年
- 天主公敎之頑固 敎學研鑽和佛協會、1914年
- 人生 敎學研鑽和佛協會、1918年
- 堅振の秘蹟 麻布天主公敎會、1922年
- 神山復生病院 公敎靑年會、1923年
- 神山復生病院（病院長） 天主公敎會、1928年
- カトリック生活のしるべ 公敎叢書刊行會、1930年